# 日田縣
日田縣（日语：／ Hita ken */?）是日本於1868年閏4月為管轄過去幕府在豐前國及豐後國直屬領地所設立的縣，所管轄的區域分布在現今整個大分縣內及福岡縣東部；後來又加入位於日向國（現宮崎縣）的舊幕府直轄領地，在1871年遭到廢除，轄下各地分別被整併到大分縣、小倉縣、美美津縣。

## 歷史
江戶時代幕府在九州豐後國日田（位於現在的日田市）設有西國筋郡代，負責管轄九州內的幕府直屬領地；1868年江戶幕府結束後，新政府繼續在日田設立日田縣管轄位於原屬西國筋郡代管轄位於豐前國及豐後國的區域，並將於日向國的區域設立富高縣管轄，但在同年8月，富高縣又改併入日高縣
1871年第一次府縣整併中，將轄下位於豐前國的區域劃入新設立的小倉縣，位於日高國的區域劃入新設立的美美津縣，其餘在豐後國的區域，則與同屬豐後國的杵築縣（原杵築藩）、日出縣（原日出藩）、府內縣（原府內藩）、臼杵縣（原臼杵藩）、森縣（原森藩）、岡縣（原岡藩）、佐伯縣（原佐伯藩）合併為大分縣。

## 歴任知事
| 職稱       | 姓名     | 上任日期                                          | 卸任日期                       | 備註 |
| ---------- | -------- | ------------------------------------------------- | ------------------------------ | ---- |
| 知事       | 松方正義 | 1868年閏4月25日（舊曆） - 1870年閏10月3日（舊曆） | 前長崎裁判所參議、原薩摩藩藩士 |      |
| 空缺       | 空缺     | 1870年閏10月3日（舊曆） - 1870年12月19日（舊曆）  |                                |      |
| 知事       | 野村盛秀 | 1870年12月19日（舊曆） - 1871年11月14日（舊曆）   | 前長崎縣知事、原薩摩藩藩士     |      |
| 參考資料： |          |                                                   |                                |      |